# مسييه 60
مسييه 60 أو م60 (بالإنجليزية: Messier 60 أو NGC 4649) هي مجرة إهليجية تبعد عن الأرض نحو 55 مليون سنة ضوئية وتقع في كوكبة العذراء (انظر أسفله).

## تاريخ اكتشافها
اكتشفت المجرة مسييه 60 والمجرة القريبة منها مسييه 59 من يوهان كوهلر في أبريل 1779 أثناء مراقبته لأحد المذنبات في نفس المكان من السماء . وسجل الفلكي شارل مسييه هاتين المجرتين في فهرسه بعد ذك بثلاثة أيام. وتعود التسمية NGC 4649 إلى الفهرس العام الجديد.

## خصائص المجرة م60

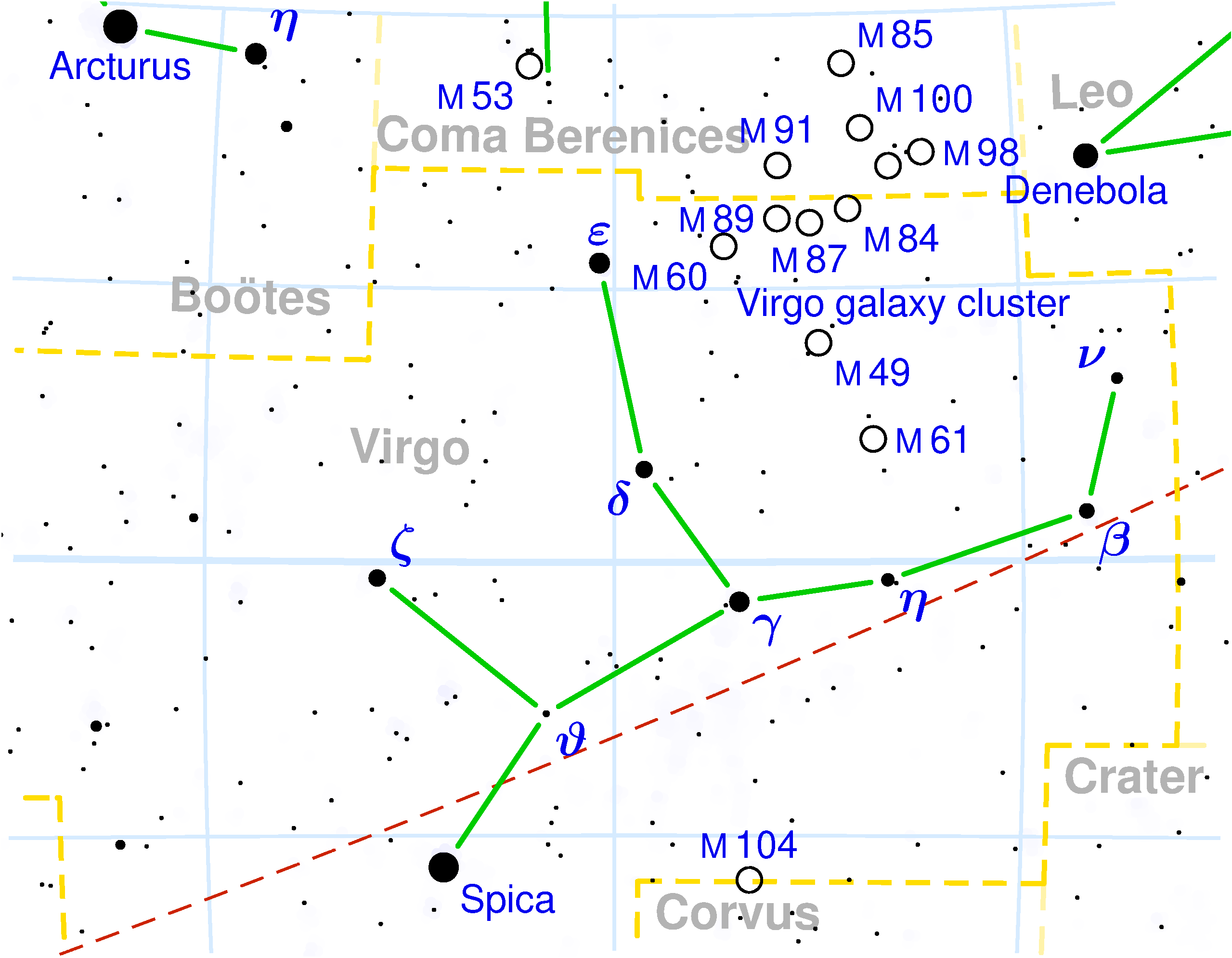
السنبلة أو العذراء / Virgo

- البعد عن الأرض: 55 مليون سنة ضوئية
- انزياح أحمر : 1117 كيلومتر/ثانية
- اللمعان الظاهري: 8و9 قدر ظاهري
- الحجم : 4و7 دقيقة قوسية * 6 دقيقة قوسية.

## NGC 4647

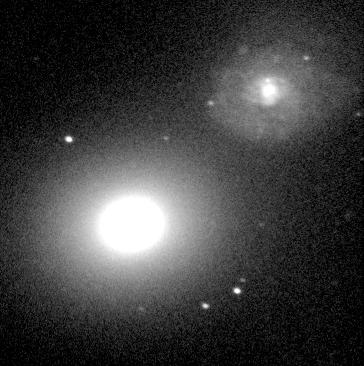
م60 وNGC 4647

تظهر المجرة NGC 4647 على بعد 5و2 دقيقة قوسية من مسييه 60 حيث يتطابق طرفي المجرتين . ورغم أن ذلك التطابق يوحي بأن هناك مفاعلة بين المجرتين إلا أن الصور الدقيقة للمجرتين لا تؤشر على وجود تآثر جاذبي بينهما والذي كان لابد أن يحدث في حالة أن تكونا المجرتين قريبتان من بعضهما. أي أن المجرتان تبعدان عن بعضهما في عمق الفضاء وأن التآثر بينهما ضعيفا.

## معرض صور

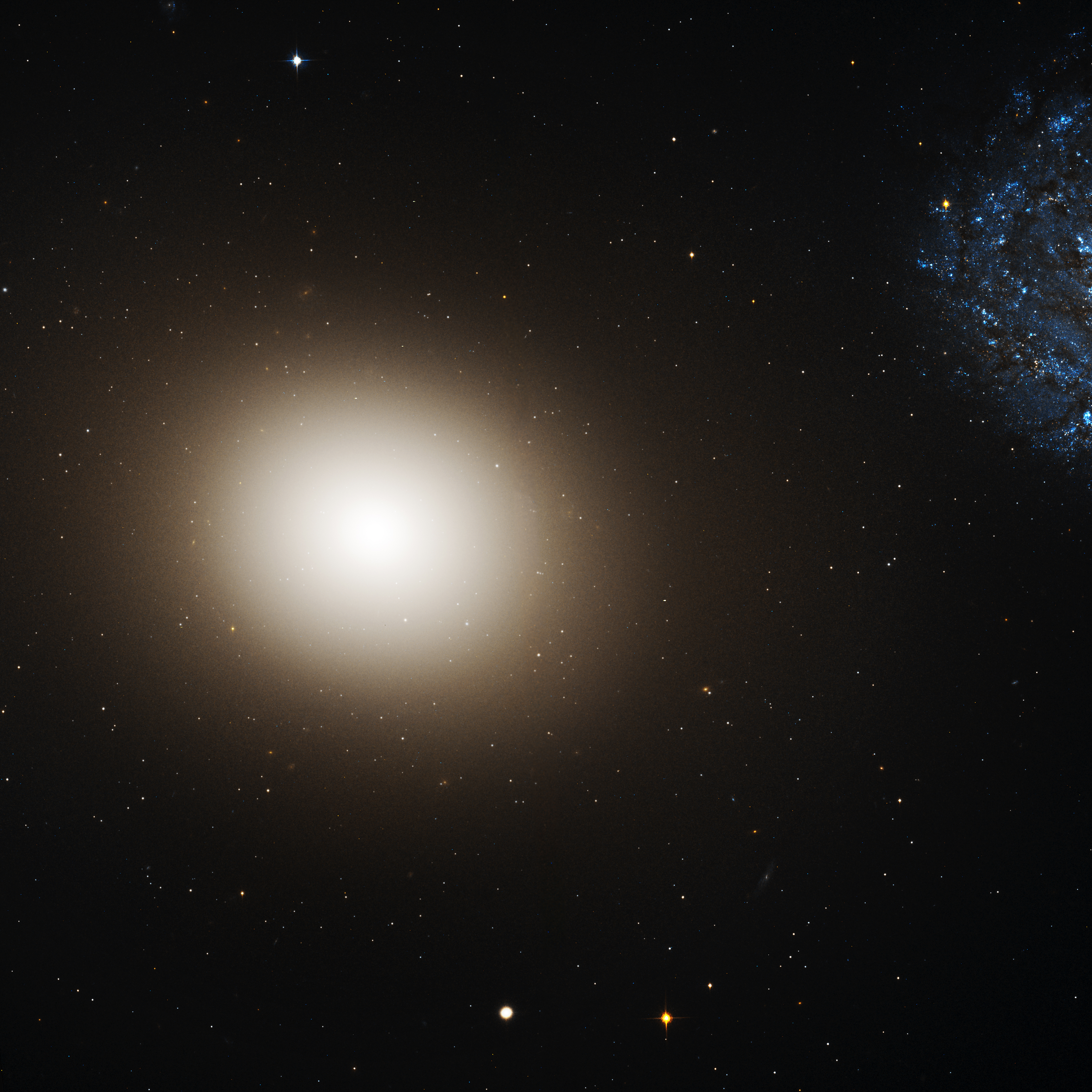
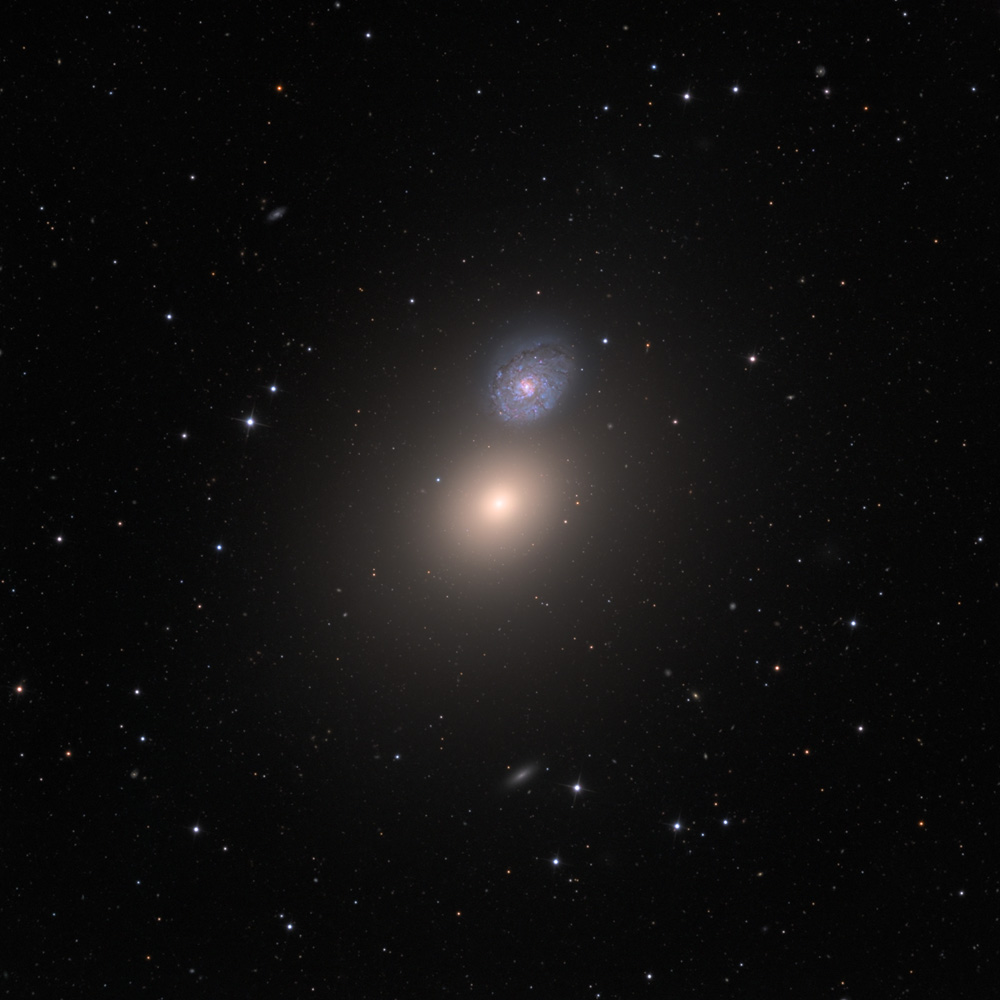
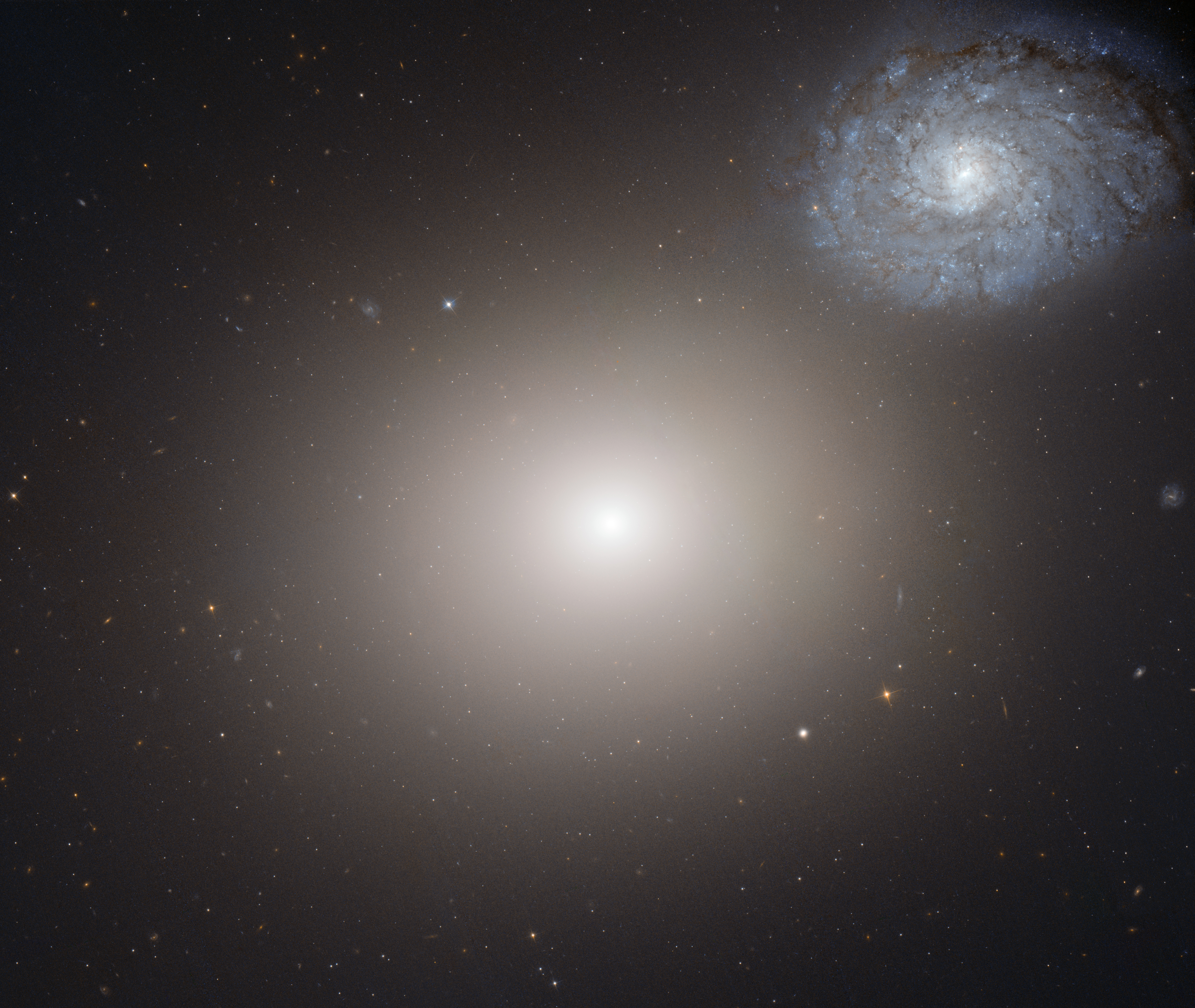

## اقرأ أيضا
- انفجار أشعة غاما 080319ب
- انفجار أشعة غاما 090423
- مجرة حلزونية
- مجرة ماجلان الكبرى
- نجم نيوتروني
- مجرة
- قزم أبيض
- عملاق أحمر
- نجم
- مجرة إهليجية
- الانفجار العظيم
- خط زمني للانفجار العظيم
- ثقب أسود

## وصلات خارجية
- موقع الكون